# Makhdoom Pur Pahuran
Makhdoom Pur Pahuran (en ourdou : مخدُوم پُور پہوڑاں) est une ville pakistanaise située dans le district de Khanewal, dans le centre de la province du Pendjab. C'est la septième plus grande ville du district.
La population de la ville a été multipliée par un peu moins de deux entre 1981 et 2017 selon les recensements officiels, passant de 12 610 habitants à 21 189. Entre 1998 et 2017, la croissance annuelle moyenne s'affiche à 1 %, bien inférieure à la moyenne nationale de 2,4 %. Selon le recensement de 2023, la population de la ville monte à 29 065 habitants.
|            | 1981 (rec.) | 1998 (rec.) | 2017 (rec.) | 2023 (rec.) |
| ---------- | ----------- | ----------- | ----------- | ----------- |
| Population | 12 610      | 17 613      | 21 189      | 29 065      |